# Tsjepe
De Tsjepe (Russisch: Чепе) is een 1769 meter hoge explosiekrater en schildvulkaan in de waterscheiding van het Kalargebergte in het noorden van de Russische kraj Transbaikal. De vulkaan is onderdeel van het vulkaanveld Oedokan en werd in 1983 aangewezen als natuurmonument. De naam werd gegeven door lokale Evenken. De vulkaan werd voor het eerst onderzocht en beschreven door geoloog Viktor Solonenko in de jaren 1960. Dicht bij de Tsjepe liggen de vulkanen Akoe en Syni. De zuidwestzijde van de vulkaan grenst aan de veel hogere vulkaan Inaritsji.

## Geografie en geologie
De vulkaan ligt in het oostelijke deel van een kleine intermontane depressie tussen de linker- en rechterbronrivier van de rivier de Inaritsji, een zijrivier van de Ejmnach (stroomgebied van de Koeanda).
De vulkaan bestaat uit twee kraters die zich met een doorsnede van ongeveer 2,5 kilometer in een ellipsvorm naar het noordoosten uitstrekken met een breedte van 650 tot 700 meter. De hoogte is ruim 260 meter boven het omringende landschap. De grootste krater is de ongeveer 700 meter brede en 120 meter diepe zuidwestelijke krater, waarin her en der wat bos groeit. Een latere uitbarsting zorgde ervoor dat binnen het noordoostelijke deel van deze krater een kleinere krater van ongeveer 70 meter diep en met een scherpe rand ontstond. De vulkaan heeft behalve in het oosten aan alle zijden scheuren in de wand, waardoor een beekje vanuit het zuiden haar loop er dwars doorheen kon vormen. Midden tussen de kraters ligt een bijna volmaakt ronde obeliskvormige kegel van 5 meter hoogte die tijdens de laatste fase van de vulkanische uitbarstingen werd gevormd en bestaat uit trachytische lavabreccie. Dit geldt ook voor 25 lavakoepels van 1 tot 2 meter hoog en een groot aantal vulkanische bommen in de directe omgeving van de krater. De omgeving van de krater is over een oppervlakte van ongeveer 30 km² bedekt door pyroclastisch gesteente zoals puimsteen en puimsteenscoria, dat onder andere werd afgezet door pyroclastische stromen. Dit gesteente is samen met in steenkool veranderde bomen en struiken goed te zien in de vallei van de rechterbronrivier van de Inaritsji.
Aan de voet van de vulkaan ligt de mineraalwaterbron Zolotoj kaskad ("gouden cascade"), zo genoemd vanwege de kleur van het water.
C14-datering heeft de uitbarstingen geplaatst op een periode tussen 2230 (± 50 jaar) en 2100 (± 80 jaar) BP, in de laatste van vier etages van het vulkanisme van het Oedokanplateau. Dit is ook terug te zien aan het feit dat er nog geen sedimentaire lagen overheen en geen permafrost onder gevormd is.